# La Guerre des Galands
Pour plus de détails, voir Fiche technique et Distribution.
La Guerre des Galands, ou Faut savoir ce qu’on veut (Hare Trimmed), est un court métrage d'animation de la série américaine des Merrie Melodies, réalisé par Friz Freleng et sorti le 20 juin 1953, qui met en scène Bugs Bunny, Sam le pirate et Mémé.